# Sukur
Il paesaggio culturale di Sukur è un patrimonio dell'umanità dell'UNESCO situato tra i monti Mandara nel nord-est della Nigeria.
Il paesaggio coltivato, il palazzo costruito su una collina sopra i villaggi sottostanti ed i campi terrazzati che resistono tuttora intatti alla modernità fanno dell'area un sorprendente esempio di tradizione paesaggistica.